# 대한민국한복모델선발대회
대한민국 한복모델 선발대회는 정사무엘 조직위원장이 2016년부터 한복을 세계에 알리고 세계 각국과 문화교류를 할 수 있는 우리나라 대표 한복모델을 선발하여 육성하고자 해외와 국내에서 개최되는 유일한 선발대회입니다.
우리 대회는 한복모델을 선발하여 참가자의 소중한 시간을 우리 문화로 1년동안 가득 채워드리는 대회입니다.
대한민국 한복모델 선발대회에서 선발된 모델들은 세계 각국 외교사절단이 참여하는 세계의상페스티벌, 대한민국 웨딩한복 트렌드쇼, 대한민국 드레스쇼에 참가하여 한복 활성화 및 세계화에 기여하고, 국가 간 수교기념 패션쇼 모델 및 MC로 활동하여 문화외교에 기여합니다.
또한, 해외 개최 글로벌 한복모델 선발대회에서 한복패션쇼 모델로 참여하여 직접 한복의 아름다움을 세계에 알리는 민간문화외교관으로서 활동을 합니다.

## 수상자
| 대회 | 진 (眞) | 선 (善) | 미 (美)                | 시상식                                                |
| ---- | ------- | ------- | ---------------------- | ----------------------------------------------------- |
| 1회  | 반지연  | 박선미  | 김환희                 | 2016년 4월 26일 화요일 고양아람누리새라새극장         |
| 2회  | 남지애  | 정태영  | 박영란                 | 2016년 9월 4일 일요일 고양아람누리새라새극장          |
| 3회  | 양정원  | 김소라  | 이상옥, 박서인, 윤예지 | 2017년 4월 30일 일요일 그랜드 힐튼 호텔               |
| 4회  | 이수완  | 장서경  | 채정은                 | 2018년 5월 26일 토요일 그랜드 힐튼 호텔               |
| 5회  | 안선미  | 박세아  | 이미지                 | 2019년 6월 29일 토요일 비스타 워커힐 호텔             |
| 6회  |         | 최고운  | 홍마리                 | 2020년 10월 18일 일요일 그랜드 하얏트 인천 호텔       |
| 7회  | 권가현  |         | 손민정                 | 2021년 7월 17일 토요일 경주화백컨벤션센터             |
| 8회  | 박선영  |         | 김민주                 | 2022년 7월 23일 토요일 인천 파라다이스 시티 호텔      |
| 9회  |         | 정민지  | 이소라                 | 2023년 7월 22일 토요일 인천 파라다이스 시티 호텔      |
| 10회 | 용혜인  | 이재이  |                        | 2024년 6월 29일 토요일 인스파이어 엔터테이먼트 리조트 |
| 11회 | 강연재  | 권연주  | 김수연                 | 2025년 6월 21일 토요일 인스파이어 엔터테이먼트 리조트 |

## 2017년 지역 본선
- [인천 3월4일(토) 인천계양문화회관]
- [경기 3월18일(토) 고양아람누리 새라새극장]
- [전주 3월25일(토) 전주전통문화관]
- [대구 4월1일(토) 패션디자인개발지원센터]

## 2017년 결선
- [서울 4월30일(토) 그랜드 힐튼 호텔 컨벤션 센터]

## 2018년 지역 본선

### 대한민국
- [서울ˑ인천지역 3월10일(토) 남동소래아트홀]
- [부산ˑ경남지역 3월17일(토) 양산문화예술회관]
- [서울ˑ경기ˑ강원지역 3월24일(토) 고양아람누리 새라새극장]
- [전주ˑ전북지역 3월31일(토) 전주한벽문화관]
- [대구ˑ경북지역 4월07일(토) 패션디자인 개발지원센터]
- [광주ˑ전남ˑ제주지역 4월14일(토) 빛고을시민문화관]
- [대전ˑ충남북지역 4월28일(토) 한밭문화예술교육원]

## 해외 한복모델 대회

### 프랑스
- [2018년 12월 17일 ~ 18일(월,화) Les Salons Hoche]
- [2020년 2월 8일 ~ 9일(토,일) Paris Marriott Rive Gauche Hotel & Conference Center]
- [2022년 9월 10일(토) Salons Aéro-club de France]
- [2023년 9월 23일(토) Salons Aéro-club de France]

## 수상자
| 대회 | 진 (眞)         | 선 (善)             | 미 (美)         | 시상식                                                                     |
| ---- | --------------- | ------------------- | --------------- | -------------------------------------------------------------------------- |
| 1회  | 파르하 데카르   | 라마타 바디아가     | 소피아 살다나   | 2018년 12월 18일 화요일 Les Salons Hoche                                   |
| 2회  | 에스텔 아모르   | 카울라 알수하이바니 | 앙헬 르카르도넬 | 2020년 2월 8일 토요일 Paris Marriott Rive Gauche Hotel & Conference Center |
| 3회  | 일로나 한니     | 아시아 무플리       | 메건 디퍼넷     | 2022년 9월 10일 토요일 Salons Aéro-club de France                          |
| 4회  | 아미나 세메누크 | 앤 리즈레티         | 사라 길토       | 2023년 9월 23일 토요일 Salons Aéro-club de France                          |

### 태국
- [2018년 2월 16일(금) CentralFestival Pattaya Beach]

## 수상자
| 대회 | 진 (眞)               | 선 (善)                     | 미 (美)                        | 시상식                                                |
| ---- | --------------------- | --------------------------- | ------------------------------ | ----------------------------------------------------- |
| 1회  | Noppawan Chumnanchang | Phatpitcha Jirachaipitak    | Rachaneekorn Phrasawang        | 2018년 2월 16일 금요일 CentralFestival Pattaya Beach  |
| 2회  | Pondwalee Janduang    | Suthasinee Phonreaun        | Chanya Amarit                  | 2022년 10월 2일 일요일 Future Park Ransit             |
| 3회  | Ramida Pephinijchai   |                             | Sirirat Pimthong               | 2023년 12월 10일 일요일 Mandarin Hotel Grand Ballroom |
| 4회  | Piyatida Nomsir       | Natsathon Kanokkunchattarin | Jinnipar Dararassameerungruang | 2025년 6월 8일 일요일 Amari Hotel                     |

## 2018년 결선
- [서울 5월26일(토) 그랜드 힐튼 호텔 컨벤션 센터]

## 2019년 지역 본선

### 대한민국
- [인천지역 3월2일(토) 남동소래아트홀]
- [울산지역 3월9일(토) 롯데호텔울산]
- [서울지역 3월16일(토) 상명아트센터]
- [광주ˑ전남ˑ제주지역 3월23일(토) 아시아문화전당]
- [대구ˑ경북지역 3월30일(토) 패션디자인 개발지원센터]
- [대전ˑ충남지역 4월6일(토) 한밭대학교 문화예술관]
- [전주ˑ전북지역 4월13일(토) 전북대학교 삼성문화회관]
- [강원지역 4월27일(토) 강원대학교 백령아트센터]
- [부산ˑ경남지역 5월11일(토) 부산시민회관]
- [충북지역 6월1일(토) CJB미디어센터]
- [경기지역 6월22일(토) 아람누리새라새극장]

## 2019년 결선
- [서울 6월29일(토) 비스타 워커힐 호텔 비스타 홀]

## 2020년 지역 본선

### 대한민국
- [청주지역 6월7일(일) CJB미디어센터]
- [서울지역 6월13일(토) 스위스그랜드호텔]
- [울산지역 6월21일(일) 롯데호텔울산]
- [인천지역 6월28일(일) 웨딩플로체]
- [전주ˑ전북지역 7월4일(토) 한국전통문화전당]
- [부산ˑ경남지역 7월12일(일) 부산MBC드림홀]
- [대구ˑ경북지역 8월1일(토) 패션디자인 개발지원센터]
- [서울지역 8월9일(일) 스위스그랜드호텔]

## 2020년 결선
- [인천 10월18일(일) 그랜드 하얏트 인천 호텔 그랜드볼룸]

## 2021년 지역 본선

### 대한민국
- [울산지역 4월4일(일) 엑소21 컨벤션]
- [인천지역 4월10일(토) 남동소래아트홀]
- [전주ˑ전북지역 4월17일(토) 전주 한벽문화관]
- [경기지역 4월24일(토) 고양 아람누리새라새극장]
- [청주지역 5월2일(일) CJB미디어센터]
- [부산ˑ경남지역 5월8일(토) 부산 시민회관]
- [대전ˑ충남지역 5월15일(토) 대전 유성호텔]
- [서울지역 5월23일(일) 노보텔 앰배서더 서울 독산]
- [광주ˑ전남ˑ제주지역 6월6일(일) 광주 서구문화센터]
- [대구ˑ경북지역 6월12일(토) 패션디자인 개발지원센터]
- [인천지역 6월20일(일) 송도센트럴파크호텔]
- [서울지역 7월4일(일) 노보텔 앰배서더 서울 독산]

## 2021년 결선
- [경주 7월17일(토) 경주화백컨벤션센터 컨벤션홀]

## 2022년 지역 본선

### 대한민국
- [제1본선  4월 3일(일) 울산 시티컨벤션]
- [제2본선  4월 9일(토) 대전 유성호텔]
- [제3본선  4월24일(일) 전주 라한호텔]
- [제4본선  5월 1일(일) 서울 메이필드호텔]
- [제5본선  5월14일(일) 부산 BPEX 국제전시컨벤션센터]
- [제6본선  5월21일(토) 광주 서구 문화센터]
- [제7본선  6월11일(토) 대구 패션개발지원센터]
- [제8본선  6월19일(일) 경기 성남 밀리토피아호텔]
- [제9본선  6월26일(일) 서울 메이필드호텔]
- [제10본선 7월 3일(토) 인천 송도센트럴파크호텔]

## 2022년 결선
- [인천 7월23일(토) 인천 파라다이스 시티 그랜드볼룸]

## 2023년 지역 본선

### 대한민국
- [제1본선  4월 1일(토) 울산 시티컨벤션]
- [제2본선  4월 8일(토) 서울 스위스그랜드호텔]
- [제3본선  4월15일(토) 충주 호암체육관]
- [제4본선  4월22일(토) 전주 한국전통문화전당]
- [제5본선  4월29일(토) 인천 청소년수련관]
- [제6본선  5월13일(토) 광주 북구문화센터]
- [제7본선  5월20일(토) 부산 동래문화회관]
- [제8본선  5월27일(토) 서울 스위스그랜드호텔]
- [제9본선  6월 3일(토) 대구 패션개발지원센터]
- [제10본선 6월10일(토) 대전 한밭대학교]
- [제11본선 6월17일(토) 서울 스위스그랜드호텔]

## 2023년 결선
- [인천 7월22일(토) 인천 파라다이스 시티 그랜드볼룸]

## 2024년 지역 본선

### 대한민국
- [제1본선  3월 9일(토) 울산 시티컨벤션]
- [제2본선  3월16일(토) 강원 백령아트센터]
- [제3본선  3월23일(토) 전주 한벽문화관]
- [제4본선  4월 6일(토) 인천 계양청소년수련관]
- [제5본선  4월13일(토) 부산 동래문화회관]
- [제6본선  4월20일(토) 서울 스위스그랜드호텔]
- [제7본선  5월11일(토) 대전 대전컨벤션센터]
- [제8본선  5월18일(토) 대구 패션개발지원센터]
- [제9본선  5월25일(토) 서울 스위스그랜드호텔]

## 2024년 결선
- [인천 6월29일(토) 인천 인스파이어 엔터테이먼트 리조트]

## 2025년 지역 본선

### 대한민국
- [제1본선  3월 8일(토) 울산 시티컨벤션]
- [제2본선  3월15일(토) 충주 호암체육관]
- [제3본선  3월22일(토) 포항 평보체육관]
- [제4본선  3월29일(토) 전주 덕진예술회관]
- [제5본선  4월 5일(토) 서울 스위스그랜드호텔]
- [제6본선  4월12일(토) 부산 동래문화회관]
- [제7본선  4월26일(토) 대전 청소년위캔센터]
- [제8본선  5월24일(토) 대구 패션개발지원센터]
- [제9본선  5월31일(토) 서울 스위스그랜드호텔]

## 2025년 결선
- [인천 6월21일(토) 인천 인스파이어 엔터테이먼트 리조트]